# Sauromalus varius
Sauromalus varius là một loài thằn lằn trong họ Iguanidae. Loài này được Dickerson mô tả khoa học đầu tiên năm 1919.

## Hình ảnh

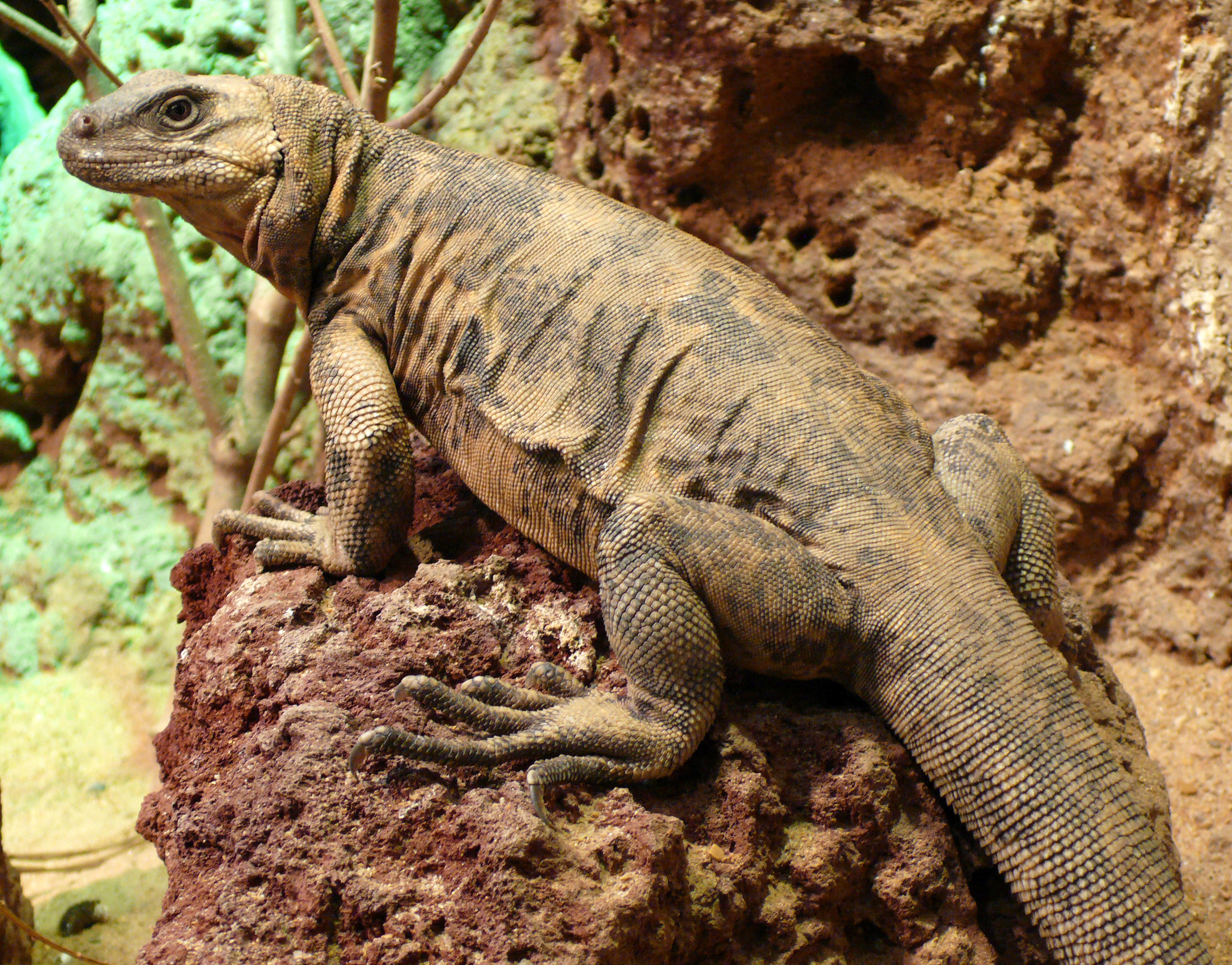
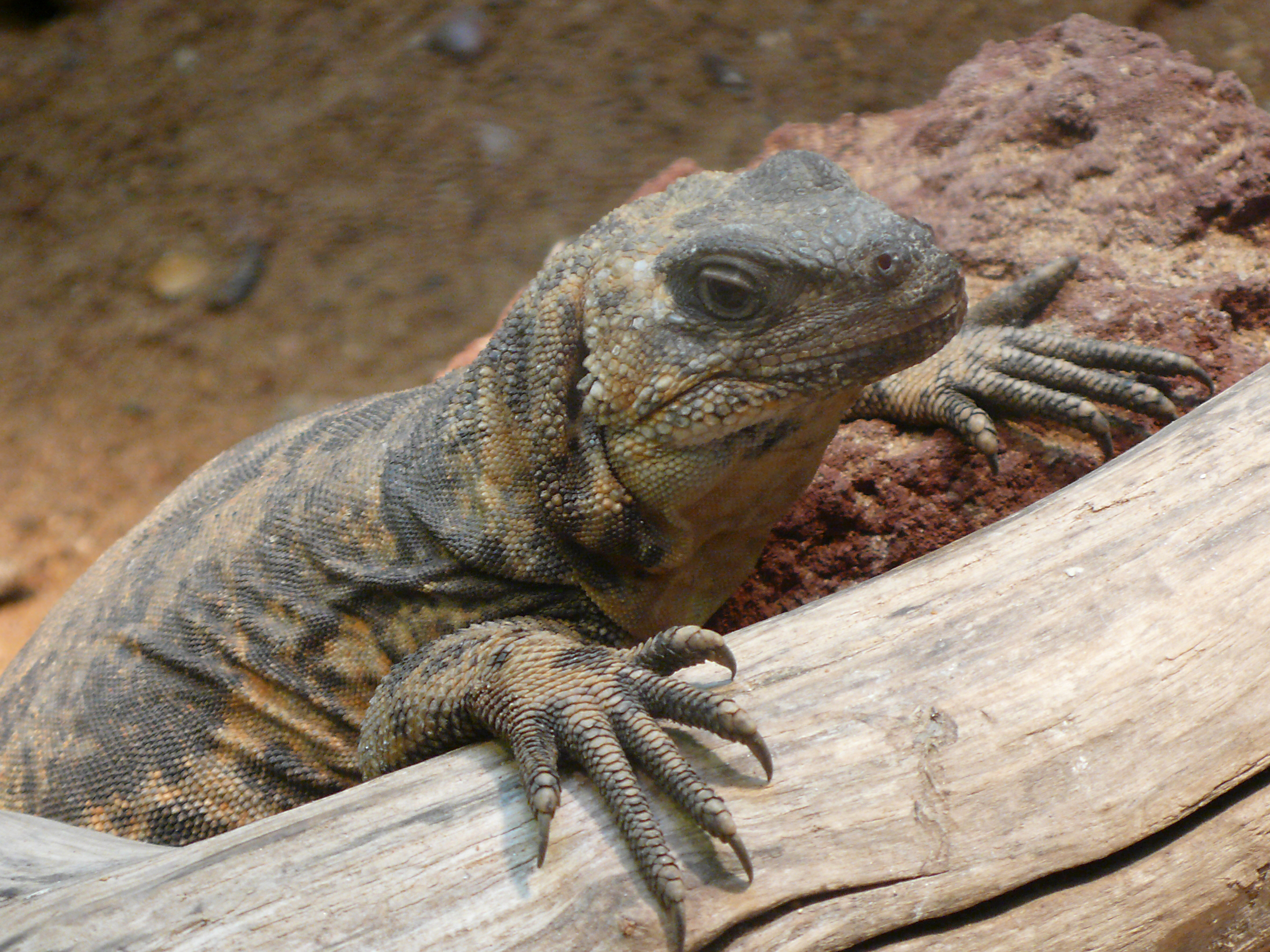
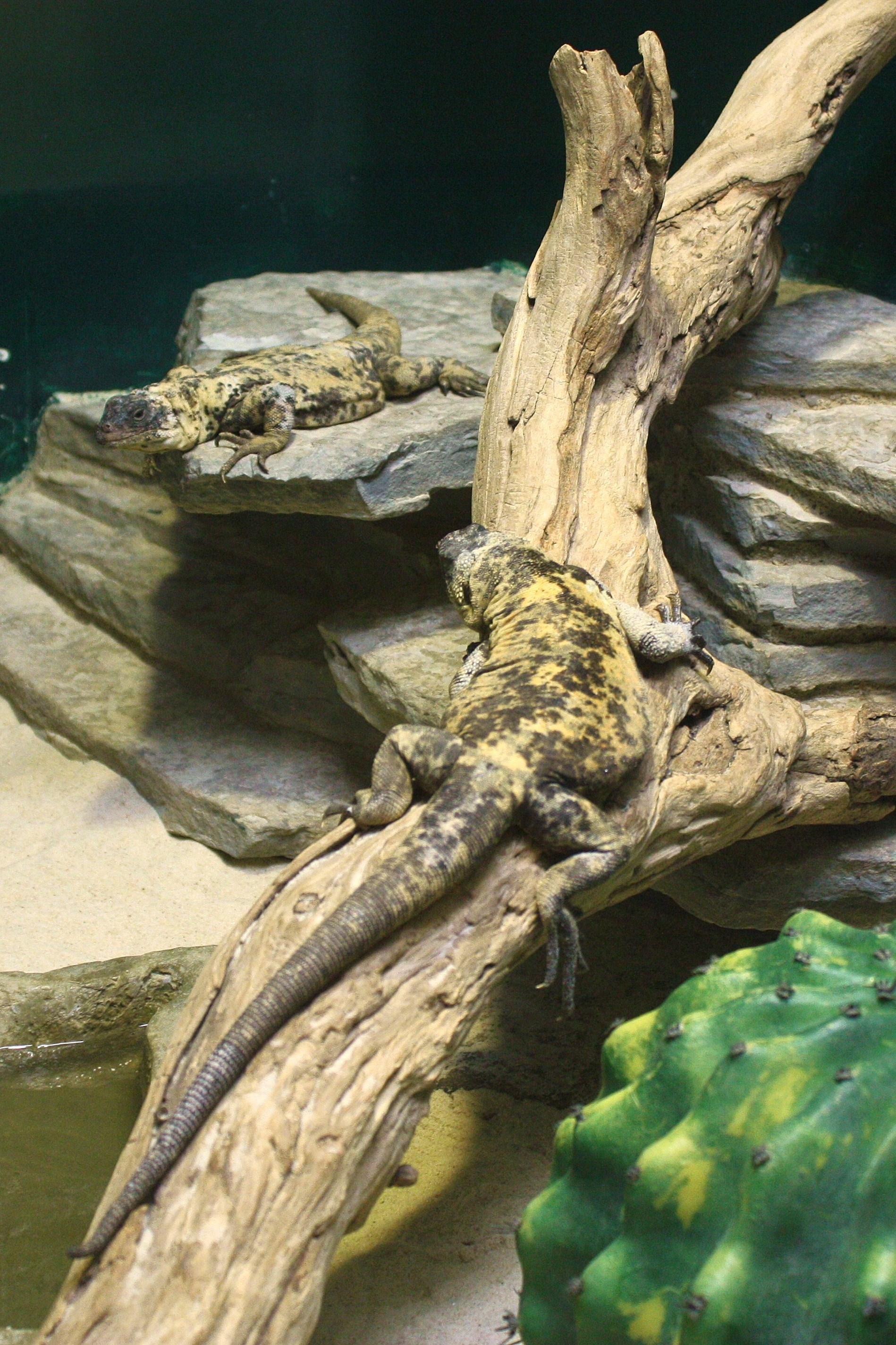
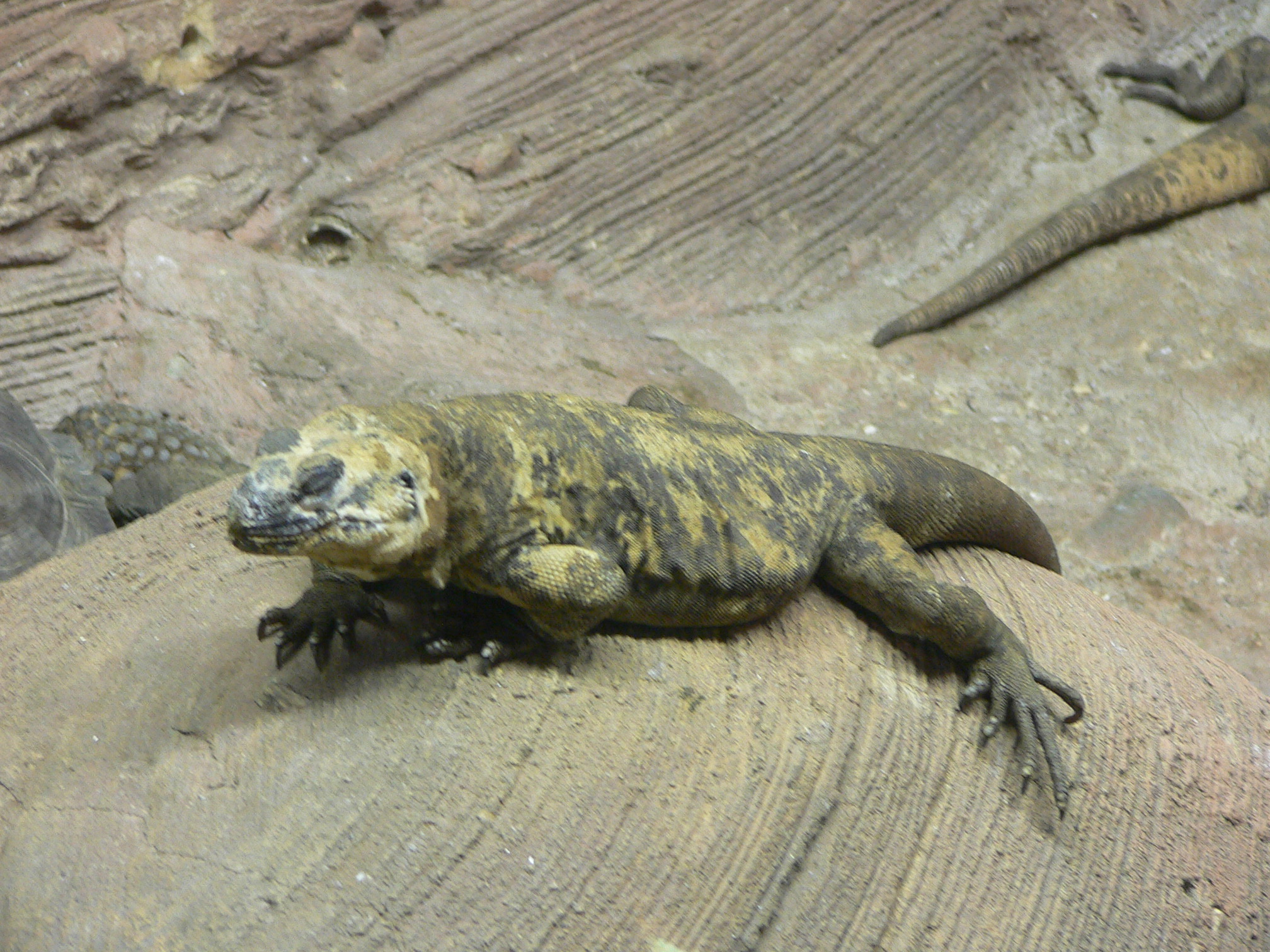
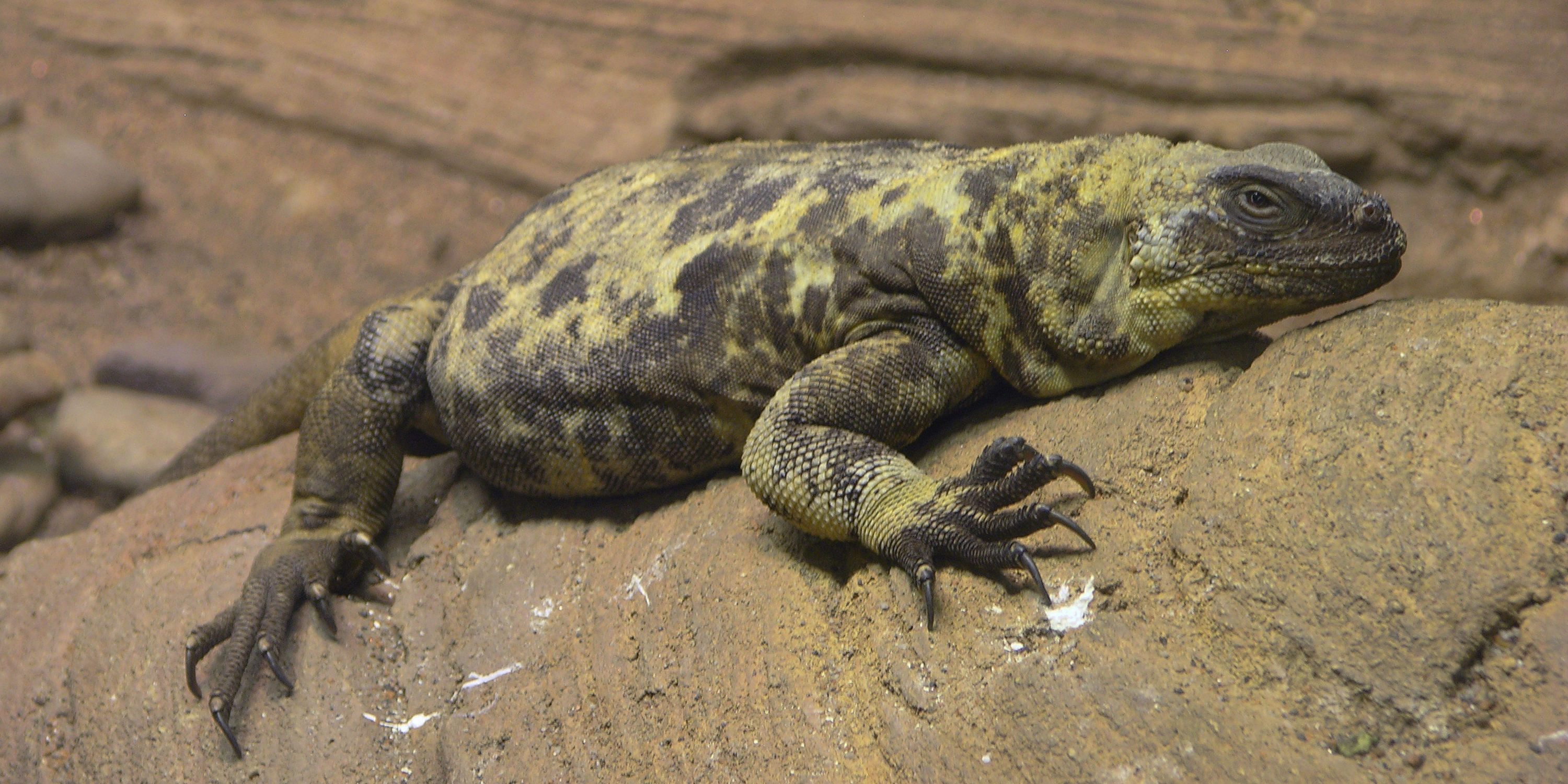